# Sphenomorphus leucospilos
Sphenomorphus leucospilos är en ödleart som beskrevs av  Peters 1872. Sphenomorphus leucospilos ingår i släktet Sphenomorphus och familjen skinkar. IUCN kategoriserar arten globalt som livskraftig. Inga underarter finns listade i Catalogue of Life.